# Historia de los judíos en Francia
La historia de los judíos en Francia se remonta a los inicios de la era común, con el exilio de ciertos miembros de la clase dirigente de Judea a Galia. La presencia judía en la Galia romana es testificada por varias fuentes, tales como Gregorio de Tours y los descubrimientos arqueológicos. En la Edad Media, los radhanitas impulsaron el comercio internacional. En el siglo XI, Francia se convirtió en un polo de atracción de la cultura judía, albergando en el norte a las comunidades de Tzarfatim, de origen askenazí, y a los judíos de Provenza al sur; sin embargo, a esta época le siguen las Cruzadas en el siglo XII, los procesos entablados al Talmud en el siglo XIII y las expulsiones más o menos temporales del siglo XIV. Estas medidas golpearon al conjunto de la comunidad judía, con excepción de los judíos comtadinos (del Condado Venaissin), protegidos por el Papa.
El siglo XVI fue testigo de la llegada a Burdeos de una población particular: los nuevos cristianos provenientes de Portugal. Si bien algunos de ellos adoptaron efectivamente el catolicismo, la mayor parte continuó practicando el judaísmo en secreto.
En el siglo XVIII, la Revolución francesa fue seguida por una mutación profunda y decisiva para el judaísmo mundial: Francia fue el primer país de Europa en emancipar e integrar a los judíos en la nación, convertidos en 1791 en ciudadanos franceses de pleno derecho; sin embargo, esta adquisición de la igualdad ante la ley suscitó un renacimiento de un antisemitismo típicamente francés, el cual se reveló en el Caso Dreyfus a fines del siglo XIX. Provisionalmente contenido, el antisemitismo regresó con fuerza en el siglo XX, en la Francia de Vichy. Debido al Holocausto, la comunidad judía fue profundamente marcada por la desaparición de un cuarto de sus miembros y, en particular, de los judíos extranjeros presentes en territorio francés en 1940. Esta tasa de mortalidad es, sin embargo, marcadamente inferior a aquella de otros países de Europa ocupados por el régimen nazi, como los Países Bajos o los países de Europa central. En Francia, la memoria judía no se reconstruyó progresivamente sino a partir de los años 1970.
En los años 1950 y 1960, se incrementó un fuerte flujo de judíos sefardíes y transformó la comunidad judía francesa que perdió su carácter mayoritariamente askenazí. En efecto, los judíos pieds-noirs fueron obligados a abandonar África del Norte tras la independencia de Marruecos y Túnez en la década de 1950, de la Crisis de Suez con Egipto en 1956 y, sobre todo, de la pérdida de Argelia en 1962. La mayor parte francesa o francófona se refugió principalmente en Francia y en Israel.
Actualmente, la comunidad judía de Francia está conformada por 488.000 personas, según la Agencia Judía, lo que la convierte en la comunidad judía más importante de Europa. Los judíos franceses se reparten principalmente en las ciudades de París, Marsella, Lyon, Niza, Tolosa y Estrasburgo. Esta comunidad, en su mayoría sefardí desde hace algunas décadas, se caracteriza por su gran diversidad con respecto a la tradición, desde los jaredíes (judíos ultra-ortodoxos) hasta los judíos asimilados.

## Épocas galo-romana y merovingia
El primer judío que se conoce vivió en Galia fue de linaje real: se trata de Herodes Arquelao, etnarca de Judea e hijo de Herodes I el Grande, exiliado por César Augusto en Vienne en el año 6. Diez años más tarde, fallecía Herodes Arquelao y su hermano Herodes Antipas que tenía el título de tetrarca de Galilea y Perea fue exiliado en 39 por Calígula en Lyon, a a Lugdunum Convenarum (Saint-Bertrand-de-Comminges). Si bien no se conocen posteriores exiliados, la presencia judías es confirmada desde fines del siglo I por los vestigios arqueológicos, tales como una lámpara de aceite adornada del candelabro de siete brazos (un menora) descubierto en 1967 en Orgon. Según una tradición, los primeros visitantes judíos constataron el parecido con Sarepta (en hebreo bíblico, צרפת, Tzarfát), la Galia y luego Francia recibieron el nombre de esta localidad del sur de Líbano y la conservaron hasta la actualidad en hebreo moderno.
La Enciclopedia Judía indica que en el siglo IV Hilario de Poitiers, obispo de esta ciudad, fue felicitado por haber abandonado la sociedad judía. Un decreto de los emperadores Teodosio II y Valentiniano III, emitido en Amatius, prefectura de Galia, el 9 de julio de 425, prohibió a los judíos y a los paganos ser abogados o magistrados o funcionarios públicos, de forma que los cristianos no se convirtieran en sus subordinados y que los judíos y paganos fueran incitados a convertirse al cristianismo. En los funerales de Hilario, arzobispo de Arlés, en 449, los judíos y los cristianos se afligieron en conjunto mientras que estos últimos cantaban salmos en idioma hebreo. Pero, en el año 465 en el Concilio de Vannes, la Iglesia católica prohibió a sus sacerdotes participar en las comidas dadas por los judíos, ya que los judíos rechazaban participar en las comidas preparadas por los cristianos.
En el siglo VI, se encuentran judíos en Marsella, Arlés, Uzès, Narbona, Clermont-Ferrand, Orleans, París y Burdeos. Estas ciudades fueron, generalmente, centros administrativos romanos situados en las grandes vías comerciales y los judíos poseían sinagogas en ellas. Siempre respetando un edicto emitido en 331 a los decuriones de Colonia por el emperador Constantino I el Grande y el Código Teodosiano, la organización interna de los judíos de esta época pareció haber sido la misma que en el Imperio romano. Los judíos fueron principalmente mercaderes; fueron igualmente recaudadores de impuestos, marinos y médicos. Hasta que se aplicó la ley romana y tras el estatuto establecido por Caracalla, se encuentran en igualdad de condiciones con sus conciudadanos. En 321, el emperador Constantino I el Grande los constriñó a participar en su curia con un fuerte impuesto que debieron asumir todos los ciudadanos de las ciudades. Todo deja pensar que sus relaciones con sus conciudadanos no-judíos fueron amistosas, incluso después del establecimiento del cristianismo en Galia. Se sabe que el clero cristiano participó en sus festividades y, algunas veces, se realizaron matrimonios interreligiosos entre judíos y cristianos. El judaísmo ganó adeptos y sus costumbres religiosas fueron tan libremente adoptadas que, en el tercer Concilio de Orleans (539), las autoridades religiosas cristianas juzgaron necesario advertir a los fieles contra las « supersticiones judías» y ordenarles que se abstenga de desplazar el domingo como día de guardar.

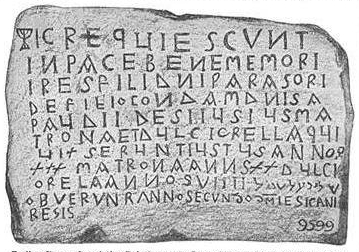
Inscripción funeraria de Narbona (689), conservada en el Museo Arqueológico de Béziers.

A fines del siglo VI, los judíos conocieron situaciones muy diversas: Gregorio de Tours relata que en 576 una revuelta destruyó la sinagoga de Clermont, tras lo cual los judíos de la ciudad aceptaron el bautismo. Por el contrario, el judío de París Priscus fue consejero del rey Chilperico I y, tras un altercado con este, se niega a convertirse sin sufrir daño alguno por ello.
En 591, los judíos expulsados de la ciudad de Orleans se refugiaron en la Provenza. Sobre este asunto, una carta del papa Gregorio Magno reprendió al Arzobispo de Arlés debido a numerosas quejas por las conversiones forzadas.
En 629, Dagoberto I propuso expulsar de sus dominios a todos los judíos que no aceptaran el cristianismo. A partir de su reinado hasta el de Pipino el Breve apenas hay otras indicaciones. En cambio, en el sur de Francia, en la región conocida entonces como Septimania, una dependencia de los reyes visigodos de España, los judíos continuaron allí y prosperaron. De esta época (689 data la inscripción funeraria judía más antigua conocida en Francia, aquella de Narbona. Los judíos de Narbona, principalmente negociantes, se entendieron bien con el resto de la población que entonces se rebelaba a menudo contra los reyes visigodos.

## Período carolingio
La comunidad judía fue numerosa bajo el reinado de Carlomagno y su estatus fue fijado por ley. Los judíos prestaron juramento según una fórmula especial y se les permitió intentar un proceso contra los cristianos. En sus relaciones con estos últimos, no tuvieron otras obligaciones más que acordar con el descanso dominical. No debían realizar intercambio de monedas, de vino o de trigo. La disposición más importante era el hecho de que eran juzgados por el mismo emperador. Se dedicaron a los negocios internacionales. Por ejemplo, Carlomagno empleó a un judío para traer de Palestina mercancías preciosas. Otro judío, Isaac, fue enviado por Carlomagno en 797 junto con dos embajadores ante el califa abasí Harún al-Rashid. Fue él quien, de retorno a Aquisgrán en 802, entregó a Carlomagno los regalos recibidos de Harún al-Rashid, entre ellos un elefante. De hecho, parecía que el reino de Carlomagno fue más bien favorable a la presencia judía, aunque puede considerarse una discriminación que, en un juicio, los judíos hayan debido presentar más testigos que los cristianos para poder ganar sus causas. Se habla incluso de una familia de príncipes judíos (o « Nasi») en Narbona.
Ludovico Pío (814-833), fiel a los principios de su padre, aprobó una estricta protección a las judíos, a quienes concedió una atención particular en razón de sus actividades de negociantes. En una carta a Ludovico Pío, Agobardo (778-840), arzobispo de Lyon, hizo varios reproches a los judíos: comprarían esclavos cristianos en Lyon para revenderlos en España; serían supersticiosos y tendrían creencias absurdas; influencerían gravemente en los cristianos y pretenderían que estos adoren a sus ídolos. Agobardo no tuvo éxito en convencer a Ludovico Pío, pero sus alegatos parecían mostrar la prosperidad de la que gozaban los judíos de Lyon; sin embargo, el comportamiento de este obispo, hostil a la comunidad judía de Lyon protegida por el rey Ludovico Pío, va a empujar a los judíos a emigrar hacia Arlés y a las ciudades del Mediodía, lo que acredita la probable presencia de una comunidad judía importante en las comunidades meridionales a inicios del siglo IX.
Henri Pirenne constató que en el siglo VIII el comercio entre Occidente y Oriente no se hacía más que por los negociantes judíos, único vínculo entre el Islam y la Cristiandad. Es posible pensar que los mercaderes judíos del valle del Ródano eran radhanitas, grandes viajeros, hombres de gran cultura y que hablaban varias lenguas gracias al contacto que mantenían entre el Oriente y Occidente.

## Los primeros Capetos (987-1096)

Mapa de las expulsiones de judíos en Europa entre 1100 y 1600. En naranja la expulsión de judíos de Francia.

### Primeras persecuciones
La vida relativamente apacible de los judíos bajo los carolingios trajo consigo el desarrollo de nuevas comunidades, especialmente en Tolosa, Carcasona, Chalon-sur-Saône, Sens y Metz. Pero la caída de los carolingios se precipitó rápidamente y la suerte de los judíos se volvió completamente dependiente de la buena voluntad del poder local. En 987, Hugo Capeto fue el primer Capeto en subir al trono de Francia.

## La primera cruzada
En el siglo XI, el relato del cronista Raoul Glaber, que dio crédito a la idea de un complot de los judíos de Orleans para destruir el Santo Sepulcro, tuvo graves consecuencias para los judíos a pesar de su “improbabilidad”. Aunque los judíos de Francia parecen haber sufrido un poco menos de las Cruzadas que sus correligionarios alemanes, la primera cruzada predicada por Pedro el Ermitaño fue un desastre para ellos. Los cruzados encerraron a los judíos de Ruan en una iglesia y exterminaron, sin distinción de edad o sexo, a todos los que se negaron al bautismo. Estas masacres se recuerdan en la liturgia judía como Gzeirot Tatnav (גזירות תתנו). Los judíos de Orleans y Limoges también fueron expulsados de su ciudad.
Las masacres más importantes tuvieron lugar en el valle del Rin: miles de judíos fueron asesinados por los cruzados y comunidades enteras desaparecieron. En Estrasburgo, los judíos fueron atacados en 1146 después de la predicación de la cruzada por un monje llamado Radulph.